# Wesley O’Brien
Wesley O'Brien (ur. 5 sierpnia 1948 w Sunshine) – australijski zapaśnik walczący w obu stylach. Olimpijczyk z Meksyku 1968, gdzie zajął 21. miejsce w stylu klasycznym i osiemnaste w wolnym. Walczył w kategorii do 78 kg.
Szósty na igrzyskach Brytyjskiej Wspólnoty Narodów w 1974 roku.

## Letnie Igrzyska Olimpijskie 1968
| Konkurencja          | Rundy eliminacyjne   | Klas. końcowa |
| Konkurencja          | Przeciwnik I         | Miejsce       |
| -------------------- | -------------------- | ------------- |
| 78 kg styl klasyczny | Daniel Robin (FRA) P | 21.           |

| Konkurencja       | Rundy eliminacyjne   | Rundy eliminacyjne    | Klas. końcowa |
| Konkurencja       | Przeciwnik I         | Przeciwnik II         | Miejsce       |
| ----------------- | -------------------- | --------------------- | ------------- |
| 78 kg styl wolnym | Brian Heffel (CAN) P | Angeł Sotirow (BGR) P | 18.           |